# Eduard Rabensteiner der Ältere

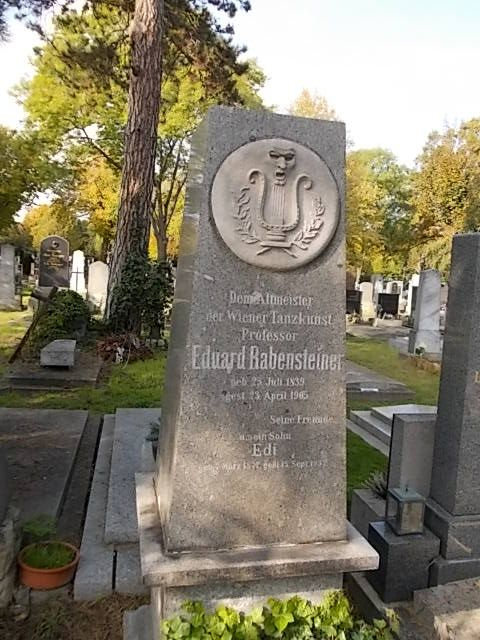
Eduard Rabensteiner Grabstätte

Eduard Rabensteiner der Ältere (eigentlich Rottmann) (* 25. Juli 1839 in Wien; † 23. April 1905 ebenda) war ein Wiener Tanzmeister.

## Leben
Eduard Rottmann erhielt zwar von seinem Vater Franz Rottmann und den Pantomimenmeistern Karl Schadetzky und Johann Brinke eine Ausbildung zum Bühnentänzer, wurde jedoch zunächst Büroangestellter. 1855 übernahm er von seinem Vater die Tanzschule und besorgte auf Wunsch von Johann Strauß Sohn die Tanzarrangements auf den von ihm dirigierten Bällen. Befreundet war Rottmann auch mit Karl Komzak. Er galt als führender Tanzarrangeur Wiens seiner Zeit und erteilte auch Unterricht an verschiedenen militärischen Anstalten. 
Er ist unter seinem Künstlernamen in einem ehrenhalber gewidmeten Grab (73-2-64) auf dem Wiener Zentralfriedhof beerdigt.